# Kanita
Kanita (mac. Канита), właśc. Kanita Suma (mac. Канита Сума; ur. 26 lipca 2001 w Skopje) – północnomacedońska piosenkarka.

## Życiorys
W 2012 roku wzięła udział w 2. edycji albańskiego X Factor.
W 2014 roku wzięła udział w festiwalu muzycznym Kënga Magjike.

## Teledyski[1]
| Rok  | Teledysk           |
| ---- | ------------------ |
| 2013 | Endrra ime         |
| 2013 | Mia Vita           |
| 2015 | Young and reckless |
| 2016 | Falje s'ka         |
| 2016 | Champion           |
| 2016 | S'e di pse         |
| 2016 | Don't let me go    |
| 2018 | They said          |
| 2019 | Stranger           |
| 2019 | Jale               |
| 2020 | Hala               |
| 2021 | Mos m'harro        |
| 2021 | Serenata Mexicana  |
| 2021 | Xheloze            |